# Cour d'appel (Monaco)
Pour les articles homonymes, voir Cour d'appel.
La Cour d'appel est une juridiction de second degré de la principauté de Monaco.

## Fonctionnement
La Cour d'appel reçoit les appels des jugements de premier ressort rendus par le Tribunal de première instance en matière administrative, pénale, civile et commerciale. Elle assure ainsi le second degré de juridiction, fondamentalement garanti pour les justiciables. Elle se compose d'un président, d'un vice-président, de conseillers (2 au minimum) et siège au nombre de 3 membres.

## Relations avec la justice française
L'organisation juridictionnelle de la Principauté étant grandement inspirée de celle en vigueur dans la France voisine, on peut rapprocher cette institution de son équivalent français. De plus, afin de renforcer les effectifs judiciaires monégasques, des magistrats et fonctionnaires français sont détachés à Monaco : on en compte 3 affectés au parquet général de la Cour d'appel en qualité de procureurs, 4 autres en qualité de conseillers (juges). Le premier président et le procureur général, soit les deux chefs de la Cour d'appel, sont également des magistrats français.